# Raed Chabab Kouba
Il Raed Chabab Kouba, noto come RC Kouba o semplicemente RCK, è una società calcistica algerina con sede a Kouba, distretto di Algeri. Il club milita nella Ligue 2, la seconda serie del campionato algerino di calcio.
I colori sociali del club sono il bianco-verde.

## Storia
Fondato nel 1945, ha vinto un campionato algerino nel 1981 e partecipato alla Coppa dei Campioni d'Africa 1982 raggiungendo i quarti di finale.
Nel 1987 il bus del club, diretto a Touggourt per una partita del campionato di seconda divisione, fu coinvolto in un grave incidente, che costò la vita a 6 calciatori della squadra. La Federazione calcistica dell'Algeria esentò il club dalle partite rimanenti, e per spirito di solidarietà diversi ex calciatori del RC Kouba tornarono a giocare nella squadra, contribuendo al ritorno nella prima divisione del campionato algerino che avvenne nella stagione seguente.
Il 20 agosto 2008, il Tribunale arbitrale dello sport di Losanna impose l'integrazione del club nel campionato di prima divisione algerino per la stagione 2008-09, indagando sul conflitto tra la Federcalcio algerina e il club. Il caso è legato alla decisione, ritenuta arbitraria, presa dalla FAF di imporre una sanzione contro l'RCK senza avere tutte le prove del caso relativo ad essa.
Nel 2020 il club è stato promosso in Ligue 2.

## Stadio
Il club gioca le gare casalinghe allo stadio Mohamed Benhaddad, che contiene 10 000 posti a sedere.

## Palmarès

### Competizioni nazionali
- Campionato algerino: 1

1981
- Supercoppa d'Algeria: 1

1991
- Ligue 2 (Algeria): 5

1963-1964, 1964-1965, 1987-1988, 1997-1998, 2000-2001